# Línea L36 (Montevideo)
La línea L36 es una línea local del Intercambiador Belloni, une dicho intercambiador con el barrio Piedras Blancas en modalidad de circuito.

## Creación
Fue creada en marzo de 2019con el objetivo de sustituir el entonces recorrido de la línea 106 durante el día, ya que la misma comenzaría seria convertida en una línea nocturna.  Se caracteriza por operar un recorrido similar a la línea L46 aunque a la inversa, ya que su retorno al Intercambiador Belloni es mediante Camino Maldonado, mientras que la línea L36 retorna por la Avenida José Belloni. En junio de 2019 sustituyó la totalidad de los servicios de la línea 106, la cual fue finalmente suprimida.
A partir de agosto de 2022 se establecieron cambios en su recorrido comenzando a ingresar por la calle Susana Pintos.

## Recorrido
Circula por los barrios Flor de Maroñas, Piedras Blancas, Bella Italia, Jardines del Hipódromo y parte de la localidad de Bañados de Carrasco. 
| Ida - Andén 2 (Intercambiador Belloni) - Avenida José Belloni - Dunant - Azotea de Lima - Teniente Rinaldi - Díaz Quijano - Matilde Pacheco - Lorenzo Batlle Pacheco - Teniente Rinaldi - Justus Von Liebig - Humberto Pittamiglio - Zelmar Ricceto (Calle 6) - Teniente Rinaldi - Rafael | Vuelta - Bulevar Aparicio Saravia - Florencia - Camino Maldonado - Susana Pintos - Camino Maldonado - Andén 8 (Intercambiador Belloni) |